# هژکیول سپنگ
هژکیول سپنگ (انگلیسی: Hezekiél Sepeng؛ زادهٔ ۳۰ ژوئن ۱۹۷۴) ورزشکار دو و میدانی اهل آفریقای جنوبی است.
وی در مسابقات کشوری و بین‌المللی در مجموع برندهٔ ۱ مدال طلا، ۴ مدال نقره شده‌است.